# Хеберляйн, Энн
Анна Хелен Хеберлейн (швед. Ann Helen Heberlein, урождённая Хольмстрем (швед. Holmström); род. 22 июня 1970, Мальмё, Швеция) — шведская писательница и учёный, автор множества публикаций о теологии и этике. Наиболее известна своим автобиографическим отчётом о жизни с биполярным расстройством «Я не хочу умирать, я просто не хочу жить» (швед. «Jag vill inte dö, jag Vill bara inte leva», 2008).
Баллотировалась в парламент на всеобщих выборах 2018 года в качестве представителя Умеренной партии.

## Карьера
В 2005 году Хеберлейн защитила диссертацию «Злоупотребления и прощение» («Kränkningar och förlåtelse») в Университете Лунда. Диссертация была о вине, стыде, моральной ответственности, злоупотреблениях и прощении.
В январе 2007 года она начала преподавать курс практической философии в Стокгольмском университете, работая над проектом о системе уголовного правосудия.
Она написала «Den sexuella människan» в 2004 году, а в 2008 году — книгу «Det var inte mitt fel! Om konsten att ta ansvar».
Хеберлейн является автором и обозревателем газет Sydsvenskan и Dagens Nyheter, а также ранее писала колонки для Expressen и Axess. У неё также есть колонка в христианской газете Kyrkans tidning. Она также регулярно выступает на Sveriges Radio в Р1 с её собственным радиошоу «Tankar för dagen».
В 2008 году Хеберлейн опубликовала автобиографическую книгу «Я не хочу умирать, я просто не хочу жить» (швед. «Jag vill inte dö, jag Vill bara inte leva») о своей жизни с суицидальными мыслями, тяжёлой тревогой и биполярным расстройством, которая привлекла к ней внимание по всей стране. В 2012 году в стокгольмском Королевском драматическом театре по книге был поставлен спектакль.
24 мая 2016 года Хеберлейн уволилась из Sydsvenskan, заявив, что редактор культуры Ракель Чукри запретила ей писать критические статьи об иммиграции или исламе на своей личной странице в Facebook. Чукри отрицала это.
26 января 2018 года Kickstarter запретил краудфандинг для книги Хеберлейн «Изнасилование и культура — обзор группового насилия в Швеции 2012—2017» (Rape and Culture — A survey of group violence in Sweden 2012—2017), которая стала новостью в мейнстрим-медиа Швеции.